# اوبرادووتسه
اوبرادووتسه (به صربی: Obradovce) یک منطقهٔ مسکونی در صربستان است که در تسرنا تراوا واقع شده‌است. اوبرادووتسه ۳۱ نفر جمعیت دارد.